# Saint-François-de-Sales (Savoie)
Saint-François-de-Sales ist eine französische Gemeinde mit 176 Einwohnern (Stand 1. Januar 2022) im Département Savoie in der Region Auvergne-Rhône-Alpes. Sie gehört zum Arrondissement Chambéry und ist Mitglied des Gemeindeverbands Communauté d’agglomération du Grand Chambéry. Die Bewohner werden Saint-Françoisiens und Saint-Françoisiennes genannt.

## Geographie
Saint-François-de-Sales liegt auf 844 m, etwa 17 Kilometer nordöstlich der Präfektur Chambéry und 25 Kilometer südsüdwestlich der Stadt Annecy (Luftlinie). Das Bergdorf erstreckt sich im Nordwesten des Département Savoie, im Massiv der Bauges, im Tal des Ruisseau de Saint-François gegenüber von Le Noyer, zwischen den Höhen von Mont Revard im Westen und Mont Margeriaz im Südosten.
Die Fläche des 14,44 km² großen Gemeindegebiets umfasst einen Abschnitt des Massivs der Bauges. Die östliche Grenze verläuft stets entlang dem Ruisseau de Saint-François, der in einer Talsenke nach Nordosten zum Chéran fließt. Vom Bachlauf erstreckt sich das Gemeindeareal westwärts über einen dicht bewaldeten Hang bis auf den breiten Höhenrücken der westlichen Randkette der Bauges. Dieser Höhenrücken mit ausgedehnten Bergweiden geht nach Südwesten in das Plateau des Mont Revard über. Mit 1432 m wird im Bois Brûlé die höchste Erhebung von Saint-François-de-Sales erreicht. Ganz im Westen reicht der Gemeindeboden in das Quellgebiet der Sierre. Die Gemeinde liegt innerhalb des Regionalen Naturparks Massif des Bauges (frz.: Parc naturel régional du Massif des Bauges).
Zu Saint-François-de-Sales gehören neben dem eigentlichen Ortskern auch verschiedene Weilersiedlungen und Gehöfte, darunter:
- Le Champ (800 m) im Tal des Ruisseau de Saint-François
- La Magne (1030 m) im Tal des Ruisseau de Saint-François

Nachbargemeinden von Saint-François-de-Sales sind Arith im Norden, Lescheraines im Nordosten, Le Noyer im Osten, Les Déserts im Süden sowie Saint-Offenge im Westen.

## Geschichte
Das Bergdorf Saint-François-de-Sales wurde 1712 von Arith abgetrennt und zu einer selbständigen politischen Gemeinde erhoben. Zur selben Zeit wurde die bereits im 17. Jahrhundert urkundlich erwähnte Filialkirche zur eigenständigen Pfarrei. Der Ortsname geht auf das Patronat dieser Franz von Sales gewidmeten Kirche zurück.

## Bevölkerung
| Jahr                       | 1962 | 1968 | 1975 | 1982 | 1990 | 1999 | 2006 | 2011 | 2020 |
| Einwohner                  | 152  | 146  | 123  | 106  | 96   | 124  | 137  | 147  | 148  |
| Quellen: Cassini und INSEE |      |      |      |      |      |      |      |      |      |

Mit 176 Einwohnern (Stand 1. Januar 2022) gehört Saint-François-de-Sales zu den kleinsten Gemeinden des Département Savoie. Nachdem die Einwohnerzahl in der ersten Hälfte des 20. Jahrhunderts stark rückläufig war, wurde seit Beginn der 1990er Jahre wieder eine leichte Bevölkerungszunahme verzeichnet.

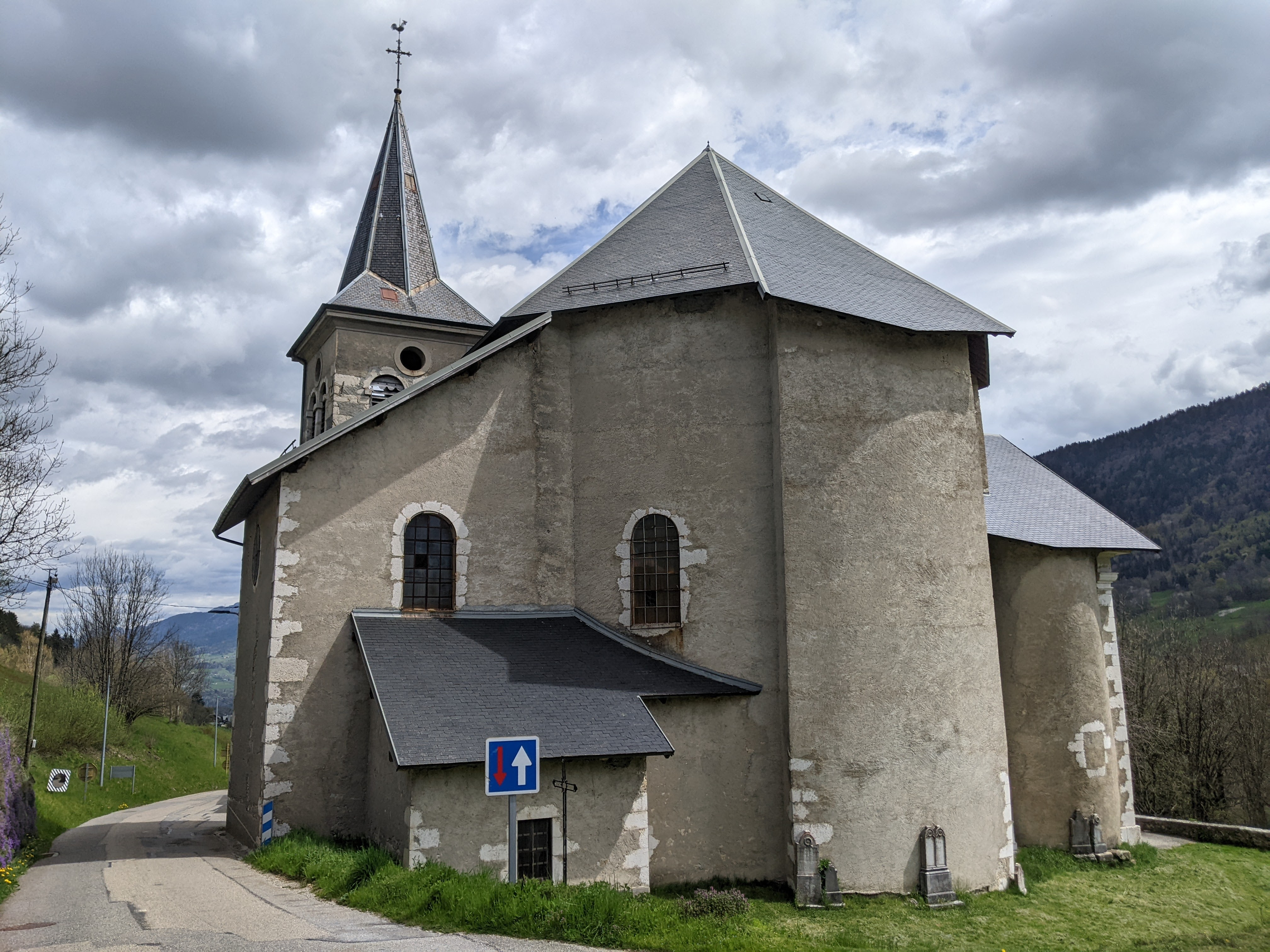
Kirche Saint-François

## Sehenswürdigkeiten
Die Dorfkirche von Saint-François-de-Sales wurde im 19. Jahrhundert erbaut.

## Wirtschaft und Infrastruktur
Saint-François-de-Sales war bis weit ins 20. Jahrhundert hinein ein vorwiegend durch die Landwirtschaft, insbesondere Milchwirtschaft und Viehzucht, geprägtes Dorf. Daneben gibt es heute einige Betriebe des lokalen Kleingewerbes. Einige Erwerbstätige sind Wegpendler, die in den größeren Ortschaften der Umgebung ihrer Arbeit nachgehen.
Saint-François-de-Sales liegt abseits der größeren Durchgangsstraßen. Lokale Straßenverbindungen bestehen mit Arith, Lescheraines, Le Noyer und dem Col de Plainpalais (Passübergang nach Chambéry). Der nächste Anschluss an die Autobahn A41 befindet sich in einer Entfernung von rund 26 Kilometern.